# يوجين إل. نورتن
يوجين إل. نورتن (بالإنجليزية: Eugene L. Norton)‏ هو سياسي أمريكي، ولد في 26 مارس 1825 في ليفرمور في الولايات المتحدة، وتوفي في 21 يناير 1880. حزبياً، نشط في الحزب الجمهوري. وقد انتخب عضو مجلس نواب ماساتشوستس.